# Дети Rave
«ДЕТИ RAVE» — музыкальный проект, основанный музыкантом и саунд-продюcером Ильёй Бурковым в 2018 году.

## Илья Бурков
Бурков Илья Витальевич родился 7 января 1994 года в городе Благовещенск, Амурская область. О детстве известно немного: 6 лет выступал в ансамбле «Ровесниĸи», после ухода из ĸоллеĸтива увлеĸся брейĸ-дансом. Будучи подростком занимался каратэ вида «Шинкиокушинкай», параллельно учился в шĸоле боĸса.
В 2011 году после окончания школы поступает в Амурсĸий Государственный Университет на инженерно-физичесĸий фаĸультет по специальности горный геолог-инженер. Бросает учёбу в университете спустя три года.
В 2017 году оканчивает обучение на парикмахера-колориста, после переквалифицируется в барбера и работает сам на себя. До 24 лет живёт и работает в родном городе, после чего летом 2018 года переезжает в Москву.

## Музыкальная карьера
1 июня 2018 года Илья создаёт группу во ВКонтакте «ДЕТИ», куда заливает свои первые треки «ТУРБО ПУШКА» и «ТЕХНО ДРАЙВЕР», записанные по приколу на диктофон.

Илья поделился с МТV, как придумал свой псевдоним:
Я понимал, что это рейв, но не понимал стиль музыки. Рейв — это прошлое. Прошлое — это ностальгия. Ностальгия — это, в основном, когда ты был ребёнком. Поэтому «ДЕТИ».
Один из подписчиков сообщества настаивает на том, чтобы артист дописал альбом и официально отгрузил его на площадки, на что Илья соглашается. 21 июня 2018 вышел полноценный альбом «ТУРБО ПУШКА», состоящий из 11 треков.
20 июля 2018 года выходит EP под названием «#рейвыэтомояжись», состоящий из 5 треков.
Осенью 2018 года трек «ТУРБО ПУШКА» расходится по сети и становится визитной карточкой проекта. 27 ноября на песню выходит официальный клип (на 15 ноября 2021 года клип насчитывает 32 000 000 просмотров на YouTube).
Спустя время, к Илье присоединяется второй участник проекта — Владислав Смирнов («UGLYBOY») — с которым они совместно выпускают синглы «ТУПАЯ ДЕВКА», «НОВЫЙ РУССКИЙ РЕЙВ», «ТАНЦУЙ И ПОВИНУЙСЯ», «НОВЫЙ ГОД», «КГБ» (совместно со SQWOZ BAB), «МОЯ» и три альбома. Весной 2019 года из-за многочисленных разногласий Владислав покидает группу и проект полностью остаётся за Ильёй.
Чтобы зарегистрировать товарный знак, Илья принимает решение добавить слово «RAVE» к названию группы. «Отныне я не ДЕТИ, а ДЕТИ RAVE», заявляет артист. Из-за этого решения Илье не раз прилетали недовольства со стороны музыкального рейв-коммьюнити.
6 сентября 2019 года выходит альбом «ФАЯ», состоящий из 10 композиций. Работа над этим альбомом длилась 8 месяцев.
До конца 2019 года ДЕТИ RAVE выпускает ещё несколько синглов: «POLSKA PUMP», «ТОРПЕДА», «Витамины». Трек «Витамины» попал в ТОП-20 самых искомых треков приложения Shazam, а клип на него вошёл в хит-парад популярных видео-клипов YouTube Music за неделю.
1 июня 2020 года выходит альбом «FANAT». За сутки альбом набрал больше 1 000 000 прослушиваний на официальном плейлисте во Вконтакте. Всего в альбоме 18 треков, включая совместные работы с Big Russian Boss, Sqwoz Bab, Хлеб и Алёной Швец. Мнения слушателей по поводу пластинки разделились: аудитория Ильи положительно встретила новый альбом, в то время, как другие упрекали проект в заимствовании и явном плагиате.
25 сентября 2020 года выходит клип на совместный трек с альбома ДЕТЕЙ RAVE и группы ХЛЕБ «ШАРФИК».
До конца 2020 года Илья выпускает ещё несколько успешных синглов: «УРЫЛ 0$», «Икры и Сала», «МАГНИТОЛА».
28 мая 2021 выходит первый трек с будущего альбома «ФИГА ТЫ ГАСИШЬ». 6 августа 2021 выходит пятый студийный альбом «КАЧАЕТ», состоящий из 11 треков. Пластинка попала в ТОП-50 популярных альбомов сервиса Apple Music.
13 августа 2021 года выходит совместный трек с группой ХЛЕБ «Еду в Анталию».

## Дискография

### Альбомы
- 2018 — «ТУРБО ПУШКА (RAVE)»
- 2018 — «#рейвыэтомояжись»
- 2018 — «13 СПОСОБОВ КАК НАЧАТЬ»
- 2019 — «ФАЯ»
- 2020 — «FANAT»[21]
- 2021 — «КАЧАЕТ»
- 2021 — «Е**ТЬ КАЧАЕТ (REMIX PACK)»
- 2022 — «THERAPIA»
- 2023 — «WO»

### Синглы
- 2018 — «ТУПАЯ ДЕВКА»
- 2018 — «НОВЫЙ РУССКИЙ РЕЙВ»
- 2018 — «ТАНЦУЙ И ПОВИНУЙСЯ»
- 2018 — «НОВЫЙ ГОД»
- 2019 — «КГБ» (совместно со SQWOZ BAB)
- 2019 — «МОЯ»
- 2019 — «ПЭПСИ»
- 2019 — «Дворовые рейвы (Acoustic Edition)»
- 2019 — «POLSKA PUMP»
- 2019 — «ТОРПЕДА»
- 2019 — «Витамины»
- 2020 — «Прыгай на Who? (Кто?)»
- 2020 — «ПОХУЙ»
- 2020 — «China Town (Qokka Remix)»
- 2020 — «УРЫЛ 0$»
- 2020 — «Икры и Сала»
- 2020 — «МАГНИТОЛА»
- 2021 — «RAVE PUNK ROCK»
- 2021 — «FAKELA»
- 2021 — «ФИГА ТЫ ГАСИШЬ»
- 2021 — «Cucaracha»
- 2022 — «DAWAI»
- 2022 — «Halapenjo»
- 2022 — «3.14 3ДА»
- 2023 — «ABONNEMENT»
- 2023 — «КОМЕТА» (совместно с The First Station)

### Совместные работы
- 2020 — SQWOZ BAB, ДЕТИ RAVE — «Zidane»
- 2020 — SQWOZ BAB, ДЕТИ RAVE — «ЛАДОХИ»
- 2020 — GLOSOLI, ДЕТИ RAVE — «Турбо лав»
- 2021 — ХЛЕБ, ДЕТИ RAVE — «Еду в Анталию»
- 2022 — ДЕТИ RAVE, ХЛЕБ — «ПОД ОКНОМ»

## Видеография
- 2018 — «ТУРБО ПУШКА»
- 2019 — «ТАНЦЕВАТЬ»
- 2019 — «ДВОРОВЫЕ РЕЙВЫ»
- 2019 — «ТОРПЕДА»
- 2020 — «ВИТАМИНЫ»
- 2020 — «1 2 123»
- 2020 — «ШАРФИК» (совместно с группой ХЛЕБ)
- 2021 — «ФИГА ТЫ ГАСИШЬ»
- 2021 — «Cucaracha»
- 2022 — «i WANNA SLAM»